# Diego Bispo
Diego Andrade Silva Bispo, mais conhecido como Diego Bispo (Salvador, 5 de janeiro de 1989), é um futebolista brasileiro que atua como Zagueiro. Atualmente está no Itabaiana.

## Carreira
Começou no Náutico do Recife em 2009 em uma partida do Campeonato Pernambucano, no mesmo ano jogou pela Copa do Brasil e pelo Campeonato Brasileiro da Série A. Os torcedores sempre gostavam de suas atuações, e ficou no clube por um pouco mais de 3 temporadas até ser emprestado ao Santa Cruz em maio de 2012. Em dezembro de 2012 o zagueiro acertou com o Paysandu.

## Títulos
Náutico
- Copa Pernambuco: 2011

Paysandu
- Campeonato Paraense: 2013